# Strmec Humski
Strmec Humski is een plaats in de gemeente Hum na Sutli in de Kroatische provincie Krapina-Zagorje. De plaats telt 184 inwoners (2001).